# Le avventure di Campione
Le avventure di Campione (The Adventures of Champion) è una serie televisiva statunitense in 26 episodi andati in onda per la prima volta nel corso di una sola stagione dal 1955 al 1956 sulla rete CBS.
Nel 1954 erano nate due serie televisive di grande popolarità con protagonisti un bambino e un cane: Lassie con Tommy Rettig e Le avventure di Rin Tin Tin con Lee Aaker. Le avventure di Campione è il tentativo di ripeterne il successo puntando piuttosto su un cavallo ("Champion"), oltre al solito ragazzino (Barry Curtis) e all'immancabile cane ("Blaze"). Il programma, inaugurato il 23 settembre 1955) durerà lo spazio di una sola stagione, ma che la via intrapresa fosse quella giusta sarà dimostrato dalla competizione subito lanciatogli (a solo una settimana di distanza) da Frida (1955-56) con Johnny Washbrook e quindi nell'ottobre dello stesso anno da Furia con Bobby Diamond, quest'ultima serie destinata al successo più duraturo (1955-1960).
Singolarmente, in tutte queste serie televisive che abbiano per protagonista un ragazzino e il suo cavallo o il suo cane (o entrambi), con l'unica eccezione di Frida il piccolo protagonista è sempre un orfano (o di padre o di madre o di entrambi).
La serie Le avventure di Campione fu ideata da Gene Autry e prodotta dalla sua casa di produzione Flying A Productions. È uno spin-off della serie Le avventure di Gene Autry. Negli Stati Uniti Campione apparve anche nei fumetti Gene Autry's Champion, dal 1951 al 1955, e Gene Autry and Champion, dal 1955 al 1959, pubblicati dalla Dell Comics.

## Trama
A differenza della serie originaria, Le avventure di Gene Autry, in questo spin-off gli episodi sono incentrati sul cavallo Campione (Champion nella controparte statunitense) e sulle avventure del dodicenne Ricky North che vive con suo zio Sandy in un ranch. Il ragazzo viene spesso aiutato dal cavallo e dal cane Rebel.

## Personaggi e interpreti

### Personaggi principali
- Campione (Champion, the Wonder Horse), il cavallo protagonista (26 episodi, 1955-1956).
- Ricky North (26 episodi, 1955-1956), interpretato da Barry Curtis.
- Sandy North (26 episodi, 1955-1956), interpretato da Jim Bannon.
- Rebel, il cane (26 episodi, 1955-1956), interpretato da Blaze.

### Personaggi secondari
- Sceriffo (7 episodi, 1955-1956), interpretato da Ewing Mitchell.
- Stage Driver (6 episodi, 1955-1956), interpretato da Bob Woodward.
- Will Calhoun (4 episodi, 1955-1956), interpretato da Francis McDonald.
- Dodge Kelley (4 episodi, 1955-1956), interpretato da Glenn Strange.
- Trem Holt (3 episodi, 1955-1956), interpretato da Hank Patterson.
- Sarge Elwood (2 episodi, 1955-1956), interpretato da Edgar Dearing.
- Carter (2 episodi, 1955-1956), interpretato da William Henry.
- Hank Elwood (2 episodi, 1955-1956), interpretato da Harry Lauter.
- Tom Bennett (2 episodi, 1955), interpretato da Tristram Coffin.
- Duke (2 episodi, 1955), interpretato da Myron Healey.
- Joe Bates (2 episodi, 1955), interpretato da Ed Hinton.
- Chief Thunder Sky (2 episodi, 1956), interpretato da John War Eagle.
- Bentley Cameron (2 episodi, 1955), interpretato da Howard Negley.
- Cole (2 episodi, 1955), interpretato da William Tannen.
- Emmett Kane (2 episodi, 1956), interpretato da Roy Barcroft.
- Brock Stevens (2 episodi, 1956), interpretato da John Damler.
- Raine (2 episodi, 1955-1956), interpretato da Don C. Harvey.
- Zia Emily (2 episodi, 1955), interpretata da Edna Holland.
- Bert Hollis (2 episodi, 1955), interpretato da George J. Lewis.
- Jonah Mattson (2 episodi, 1955), interpretato da Leonard Penn.
- Andrews (2 episodi, 1955), interpretato da Keith Richards.
- Ledoux (2 episodi, 1955), interpretato da Rick Vallin.
- Ed Neely (2 episodi, 1956), interpretato da Walter Reed.
- Mace Kincaid (2 episodi, 1955-1956), interpretato da James Best.
- Carr Preston (2 episodi, 1955-1956), interpretato da Lane Bradford.

## Episodi
| Stagione       | Episodi | Prima TV originale |
| -------------- | ------- | ------------------ |
| Prima stagione | 26      | 1955-1956          |